# Béville-le-Comte
Béville-le-Comte est une commune française située dans le département d'Eure-et-Loir en région Centre-Val de Loire.

## Géographie

### Situation

Situation géographique
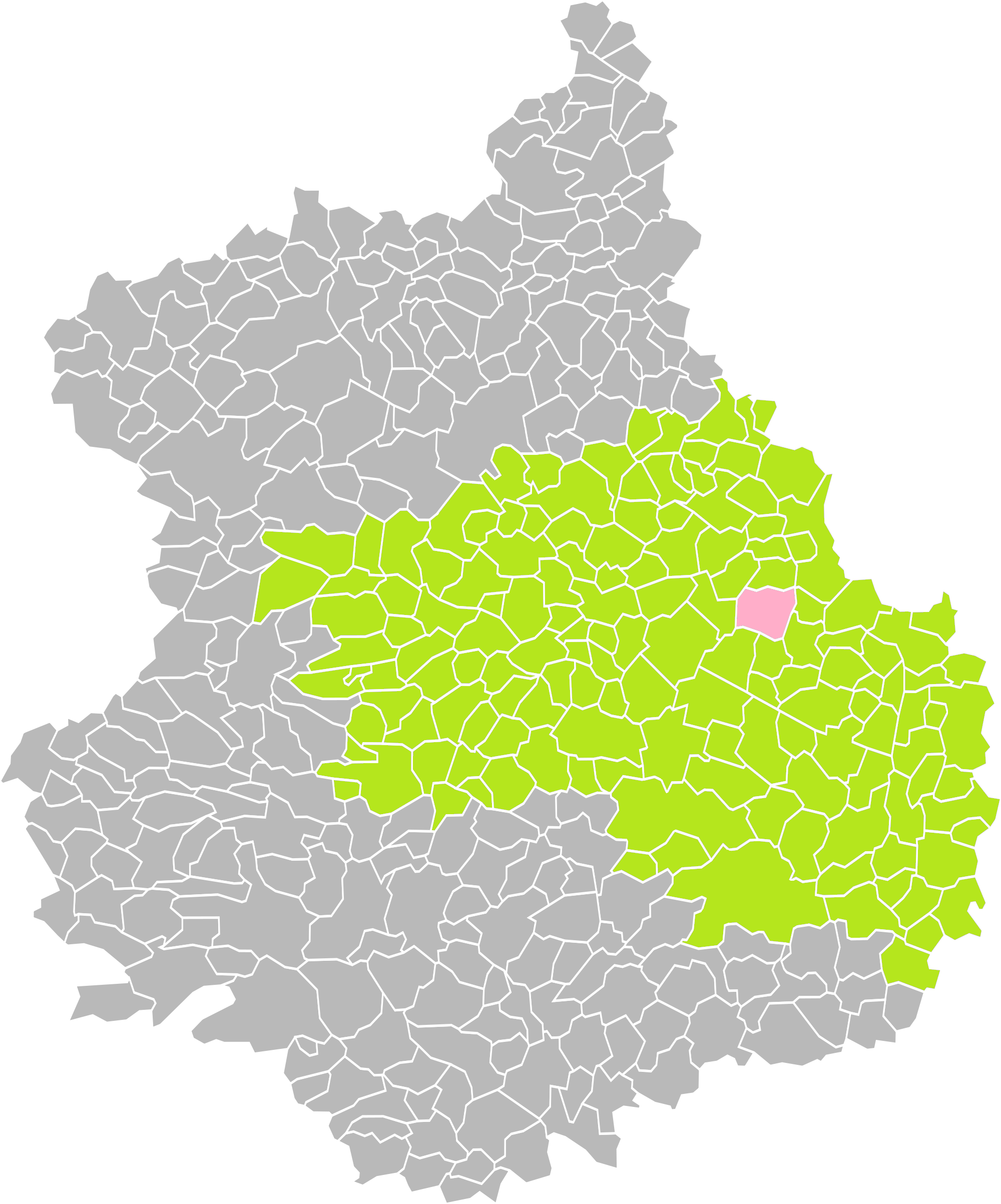
Béville-le-Comte dans son arrondissement.
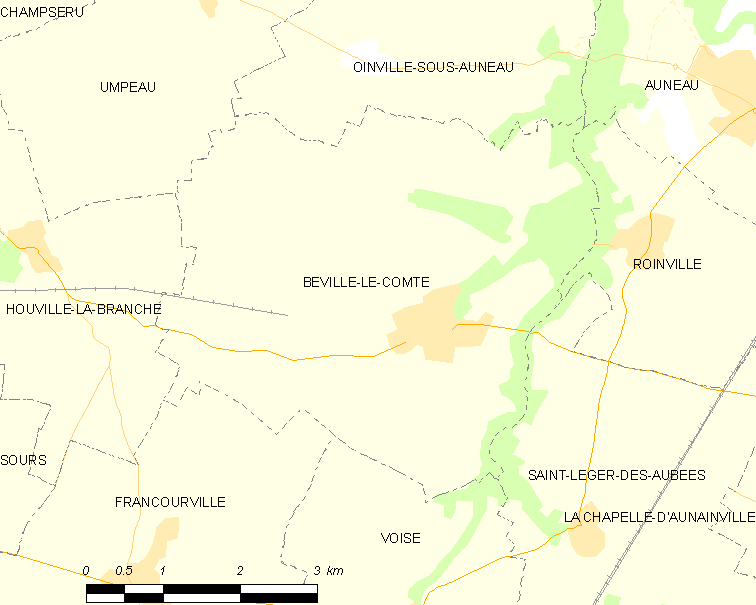
Carte de la commune de Béville-le-Comte.

### Communes limitrophes
| Umpeau              | Oinville-sous-Auneau | Auneau                 |
| Houville-la-Branche | Béville-le-Comte     | Roinville              |
| Francourville       | Voise                | Saint-Léger-des-Aubées |

### Écarts et lieux-dits
Baronville, Les Calotiers, La Faisanderie, Les Longs Réages, Le Luet, Machery (ancienne seigneurie), La Mare, Le Moulin Trubert (moulin à vent).

### Climat
Pour des articles plus généraux, voir Climat du Centre-Val de Loire et Climat d'Eure-et-Loir.
En 2010, le climat de la commune est de type climat océanique dégradé des plaines du Centre et du Nord, selon une étude du CNRS s'appuyant sur une série de données couvrant la période 1971-2000. En 2020, Météo-France publie une typologie des climats de la France métropolitaine dans laquelle la commune est exposée à un climat océanique altéré et est dans la région climatique  Sud-ouest du bassin Parisien, caractérisée par une faible pluviométrie, notamment au printemps (120 à 150 mm) et un hiver froid (3,5 °C). 
Pour la période 1971-2000, la température annuelle moyenne est de 10,6 °C, avec une amplitude thermique annuelle de 15 °C. Le cumul annuel moyen de précipitations est de 632 mm, avec 10,6 jours de précipitations en janvier et 7,8 jours en juillet. Pour la période 1991-2020, la température moyenne annuelle observée sur la station météorologique de Météo-France la plus proche, sur la commune de Sours à 9 km à vol d'oiseau, est de 11,6 °C et le cumul annuel moyen de précipitations est de 587,6 mm,. Pour l'avenir, les paramètres climatiques de la commune estimés pour 2050 selon différents scénarios d'émission de gaz à effet de serre sont consultables sur un site dédié publié par Météo-France en novembre 2022.

## Urbanisme

### Typologie
Au 1er janvier 2024, Béville-le-Comte est catégorisée bourg rural, selon la nouvelle grille communale de densité à 7 niveaux définie par l'Insee en 2022.
Elle est située hors unité urbaine. Par ailleurs la commune fait partie de l'aire d'attraction de Paris, dont elle est une commune de la couronne,. 

### Occupation des sols
L'occupation des sols de la commune, telle qu'elle ressort de la base de données européenne d’occupation biophysique des sols Corine Land Cover (CLC), est marquée par l'importance des territoires agricoles (83,1 % en 2018), une proportion sensiblement équivalente à celle de 1990 (83,7 %). La répartition détaillée en 2018 est la suivante : 
terres arables (83,1 %), forêts (12,8 %), zones urbanisées (4,1 %). L'évolution de l’occupation des sols de la commune et de ses infrastructures peut être observée sur les différentes représentations cartographiques du territoire : la carte de Cassini (XVIIIe siècle), la carte d'état-major (1820-1866) et les cartes ou photos aériennes de l'IGN pour la période actuelle (1950 à aujourd'hui).

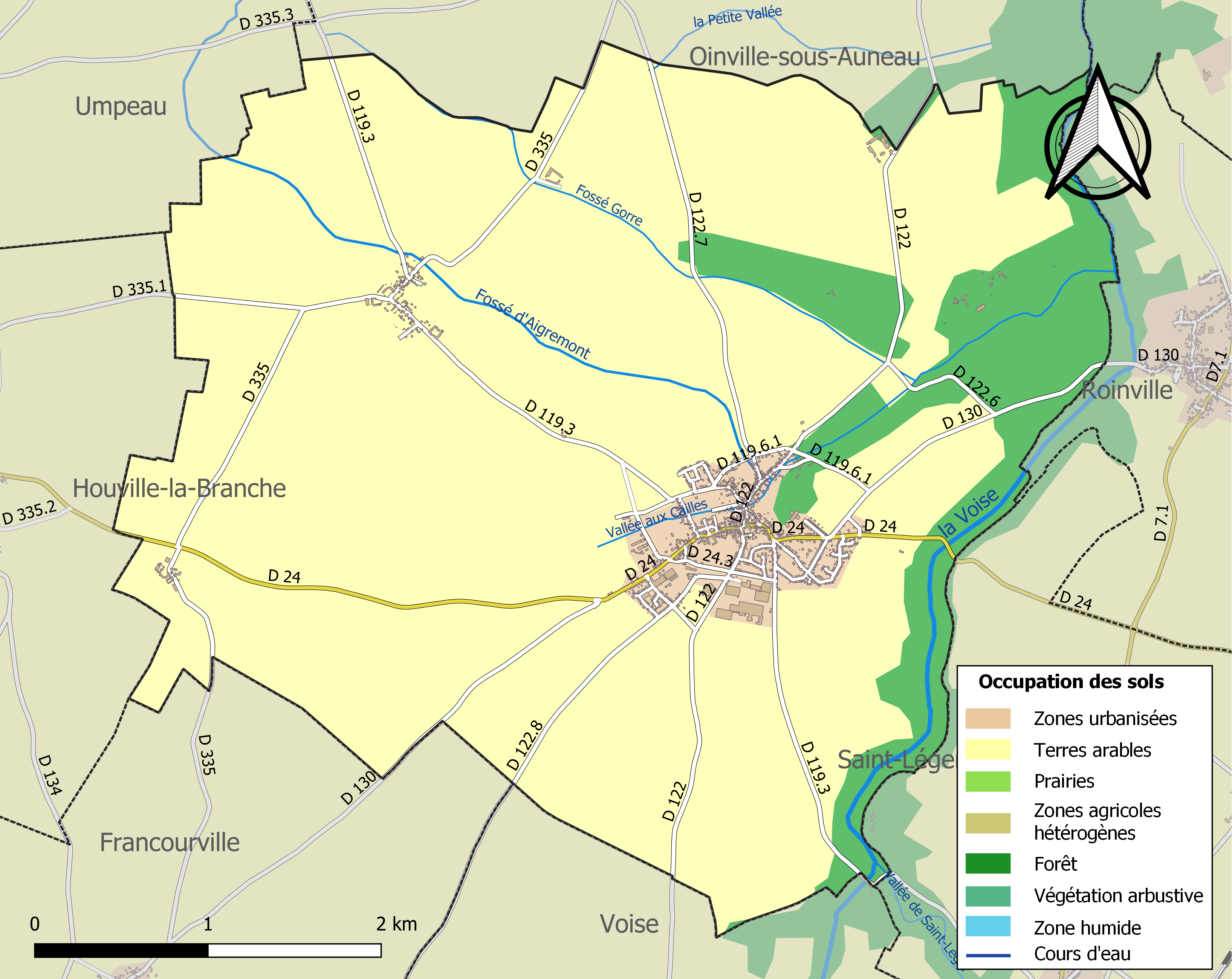
Carte des infrastructures et de l'occupation des sols de la commune en 2018 (CLC).

### Risques majeurs
Le territoire de la commune de Béville-le-Comte est vulnérable à différents aléas naturels : météorologiques (tempête, orage, neige, grand froid, canicule ou sécheresse), inondations, mouvements de terrains et séisme (sismicité très faible). Il est également exposé à un risque technologique, le transport de matières dangereuses. Un site publié par le BRGM permet d'évaluer simplement et rapidement les risques d'un bien localisé soit par son adresse soit par le numéro de sa parcelle.

#### Risques naturels
Certaines parties du territoire communal sont susceptibles d’être affectées par le risque d’inondation par débordement de cours d'eau, notamment la Voise. La commune a été reconnue en état de catastrophe naturelle au titre des dommages causés par les inondations et coulées de boue survenues en 1983, 1999, 2001 et 2021,.

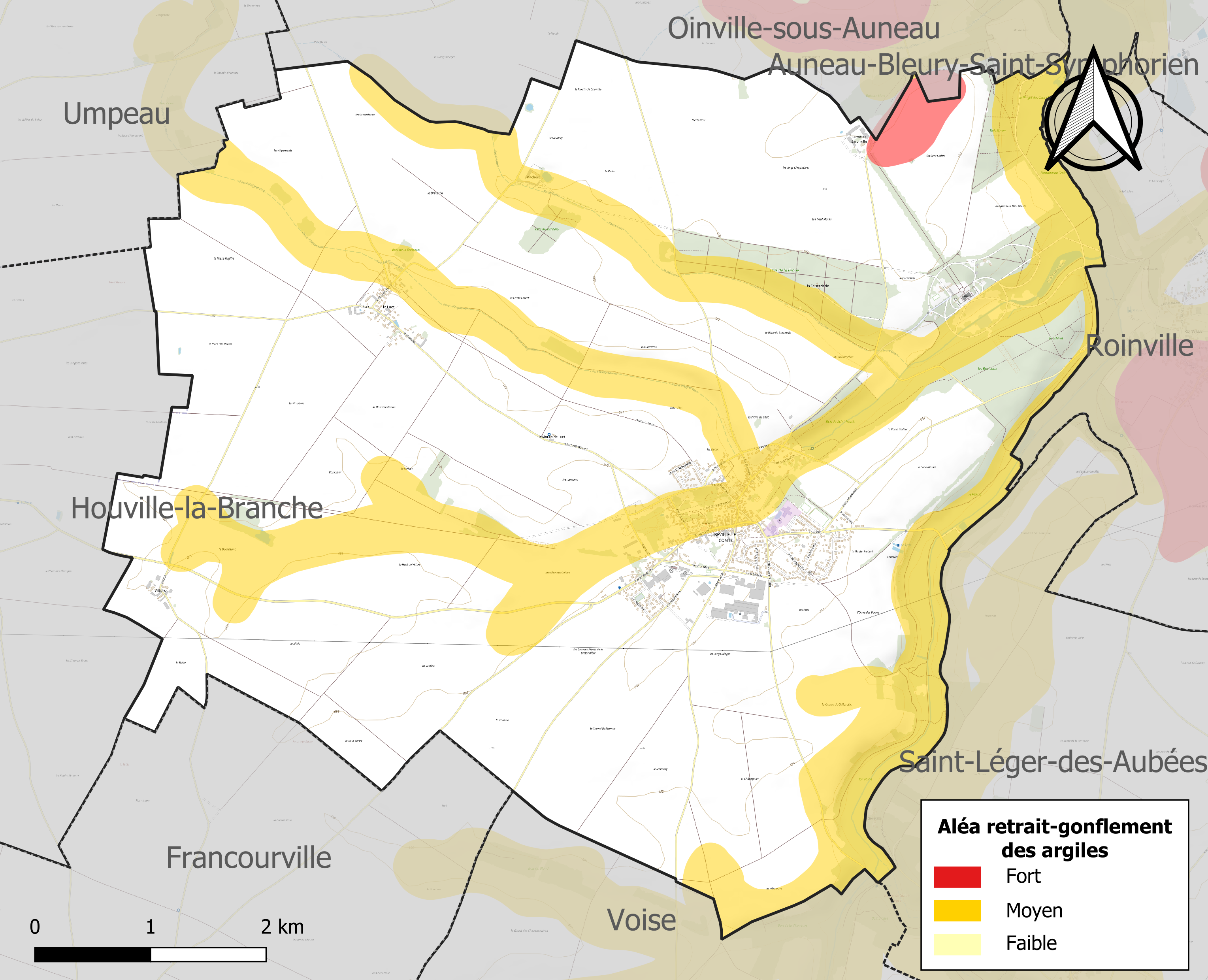
Carte des zones d'aléa retrait-gonflement des sols argileux de Béville-le-Comte.

Les mouvements de terrains susceptibles de se produire sur la commune sont des affaissements et effondrements liés aux cavités souterraines. L'inventaire national des cavités souterraines permet de localiser celles situées sur la commune.
Le retrait-gonflement des sols argileux est susceptible d'engendrer des dommages importants aux bâtiments en cas d’alternance de périodes de sécheresse et de pluie. 27,5 % de la superficie communale est en aléa moyen ou fort (52,8 % au niveau départemental et 48,5 % au niveau national). Sur les 666 bâtiments dénombrés sur la commune en 2019, 203 sont en aléa moyen ou fort, soit 30 %, à comparer aux 70 % au niveau départemental et 54 % au niveau national. Une cartographie de l'exposition du territoire national au retrait gonflement des sols argileux est disponible sur le site du BRGM,.
Concernant les mouvements de terrains, la commune a été reconnue en état de catastrophe naturelle au titre des dommages causés par la sécheresse en 2018 et par des mouvements de terrain en 1999.

#### Risques technologiques
Le risque de transport de matières dangereuses sur la commune est lié à sa traversée par des infrastructures routières ou ferroviaires importantes ou la présence d'une canalisation de transport d'hydrocarbures. Un accident se produisant sur de telles infrastructures est en effet susceptible d’avoir des effets graves au bâti ou aux personnes jusqu’à 350 m, selon la nature du matériau transporté. Des dispositions d’urbanisme peuvent être préconisées en conséquence.

## Toponymie
Le nom de la localité est attesté sous la forme Belsis villa vers 984 ; Basonis villa vers l'an 1000 ; Besvilla vers 1038 ; Besvilla Comitis vers 1250 ; Béville la Fontaine en 1793, en cette période révolutionnaire, le titre de noblesse est supprimé, la fontaine Saint Martin est donc mise en avant.

Béville-le-Comte depuis 1795.
le Comte, nom commun de personne au cas possessif, le comte « du comte » (de Blois), Béville dépend du comté de Chartres.

## Histoire
La commune de Béville-le-Comte est réputée depuis le Moyen Âge pour sa fontaine Saint-Martin, guérissant les maladies des yeux. C'est pour cette raison que le nom originel de la commune était Belssy Villas.
La seigneurie de Bainville, puis Béville, fut tenue par les Montescot, puis les Lattaignant, puis acquise en 1783 par Étienne François d'Aligre.
Le bureau d'aide sociale et l'école de filles (aujourd'hui école primaire) furent créés par Étienne Jean François d'Aligre, qui réaménagea également la fontaine Saint Martin.
Au cours de la Révolution française, la commune porta provisoirement le nom de Béville-la-Fontaine.

## Politique et administration

### Liste des maires
| Période                                  | Période      | Identité                                  | Étiquette       | Qualité |
| ---------------------------------------- | ------------ | ----------------------------------------- | --------------- | --- |
| 1919                                     | 1929         | Gaston Étienne Armand de Pomereu d'Aligre |                 | Vicomte |
| Les données manquantes sont à compléter. |              |                                           |                 | |
| ?                                        | ?            | Louis Perrot[source insuffisante]         | Rad. puis MRG   | Conseiller général d'Auneau (1958 → 1982) |
| Les données manquantes sont à compléter. |              |                                           |                 | |
| 1977                                     | 1992         | Maurice Thirouin (1925-2002)              |                 | |
| juillet 1992                             | janvier 2019 | Dominique Leblond                         | UDF puis NC-UDI | Collaborateur de pharmacie Conseiller général du canton d'Auneau (2001 → 2015) Vice-président du conseil général d'Eure-et-Loir (? → 2015) Président de la CC de la Beauce Alnéloise (? → 2016) 2e vice-président de la CC des Portes Euréliennes d'Île-de-France (2017 → 2019) |
| janvier 2019                             | mai 2020     | Eric Segard                               |                 | Ingénieur conseil |
| mai 2020                                 | En cours     | Éric Ségard,                              |                 | Ingénieur ou cadre technique d'entreprise |

## Population et société

### Démographie
L'évolution du nombre d'habitants est connue à travers les recensements de la population effectués dans la commune depuis 1793. Pour les communes de moins de 10 000 habitants, une enquête de recensement portant sur toute la population est réalisée tous les cinq ans, les populations de référence des années intermédiaires étant quant à elles estimées par interpolation ou extrapolation. Pour la commune, le premier recensement exhaustif entrant dans le cadre du nouveau dispositif a été réalisé en 2007.

En 2022, la commune comptait 1 693 habitants, en évolution de +3,67 % par rapport à 2016 (Eure-et-Loir : −0,23 %, France hors Mayotte : +2,11 %).
| 1793 | 1800 | 1806 | 1821 | 1831 | 1836 | 1841 | 1846 | 1851 |
| ---- | ---- | ---- | ---- | ---- | ---- | ---- | ---- | ---- |
| 614  | 681  | 720  | 696  | 719  | 760  | 773  | 782  | 785  |

| 1856 | 1861 | 1866 | 1872 | 1876 | 1881  | 1886  | 1891  | 1896  |
| ---- | ---- | ---- | ---- | ---- | ----- | ----- | ----- | ----- |
| 783  | 788  | 808  | 867  | 953  | 1 029 | 1 135 | 1 102 | 1 075 |

| 1901  | 1906 | 1911 | 1921 | 1926 | 1931 | 1936 | 1946 | 1954 |
| ----- | ---- | ---- | ---- | ---- | ---- | ---- | ---- | ---- |
| 1 035 | 984  | 994  | 885  | 787  | 829  | 811  | 832  | 772  |

| 1962 | 1968 | 1975 | 1982  | 1990  | 1999  | 2006  | 2007  | 2012  |
| ---- | ---- | ---- | ----- | ----- | ----- | ----- | ----- | ----- |
| 758  | 840  | 949  | 1 093 | 1 210 | 1 335 | 1 405 | 1 415 | 1 490 |

| 2017  | 2022  | - | - | - | - | - | - | - |
| ----- | ----- | - | - | - | - | - | - | - |
| 1 657 | 1 693 | - | - | - | - | - | - | - |

### Enseignement
Deux écoles, une maternelle et une primaire, sont ouvertes sur la commune, ainsi qu'une crèche et une bibliothèque municipale.

### Vie associative
Béville-le-Comte accueille plusieurs associations :
- Le FEP : regroupe diverses sections sportives et culturelles du village ;
- Association ABYS Music : association de musique ;
- ADEBA : association environnementale.

## Culture locale et patrimoine

### Lieux et monuments

#### Baronville

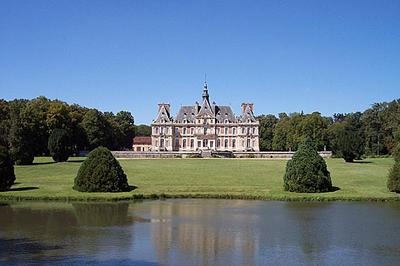
Château de Baronville sur la commune de Béville-le-Comte

##### Château
Inscrit MH (1985).
Le château de Baronville est un édifice du XIXe, reconstruit dans le style Louis XIII par le marquis de Pomereu d'Aligre sur les bases d'un château de 1623. C'est une propriété privée, à cheval sur les communes de Béville-le-Comte et Oinville-sous-Auneau, possédée par les descendants du marquis.

##### Carrousel
Le carrousel de Baronville, également privé, servait d'écuries et de ferme modèle du château de Baronville.

#### «Capitale mondiale de l'épouvantail»
Depuis 1990, à l'initiative de l'association "Épouvantail, Témoin Universel, je vis au salon de mai", Béville-le-Comte se dit la capitale mondiale de l'épouvantail. Les fondateurs de cette association sont : Michel Laurent, Serge Mogere et Alain Brillant. Ils ont réalisé le plus grand épouvantail et le plus petit épouvantail du monde.[réf. souhaitée]
En 2007, à la suite d'une commande de la municipalité, différentes œuvres d'art représentant des épouvantails ont été installées dans le village :
- En venant de Roinville ou d'Auneau, l'entrée du village présente, dans un bloc de granite de Bignan de 320 cm, une silhouette d'épouvantail en "creux". "Hulot chasse les oiseaux" est le titre de cette sculpture de Pierre Garçon.
- En venant de la route de Chartres, deux épouvantails accueillaient les visiteurs : le premier, créé par Christophe Dumont est fait de métal, accompagné d'un grand manteau. Le second, aujourd'hui disparu, de Monique Bouquerel était une peinture sur tissu, accrochée au château d'eau.
- Dans le village, devant l'ancien silo de la SCAEL, un épouvantail métallique, de Caroline Lee.

Épouvantails aux entrées de Béville
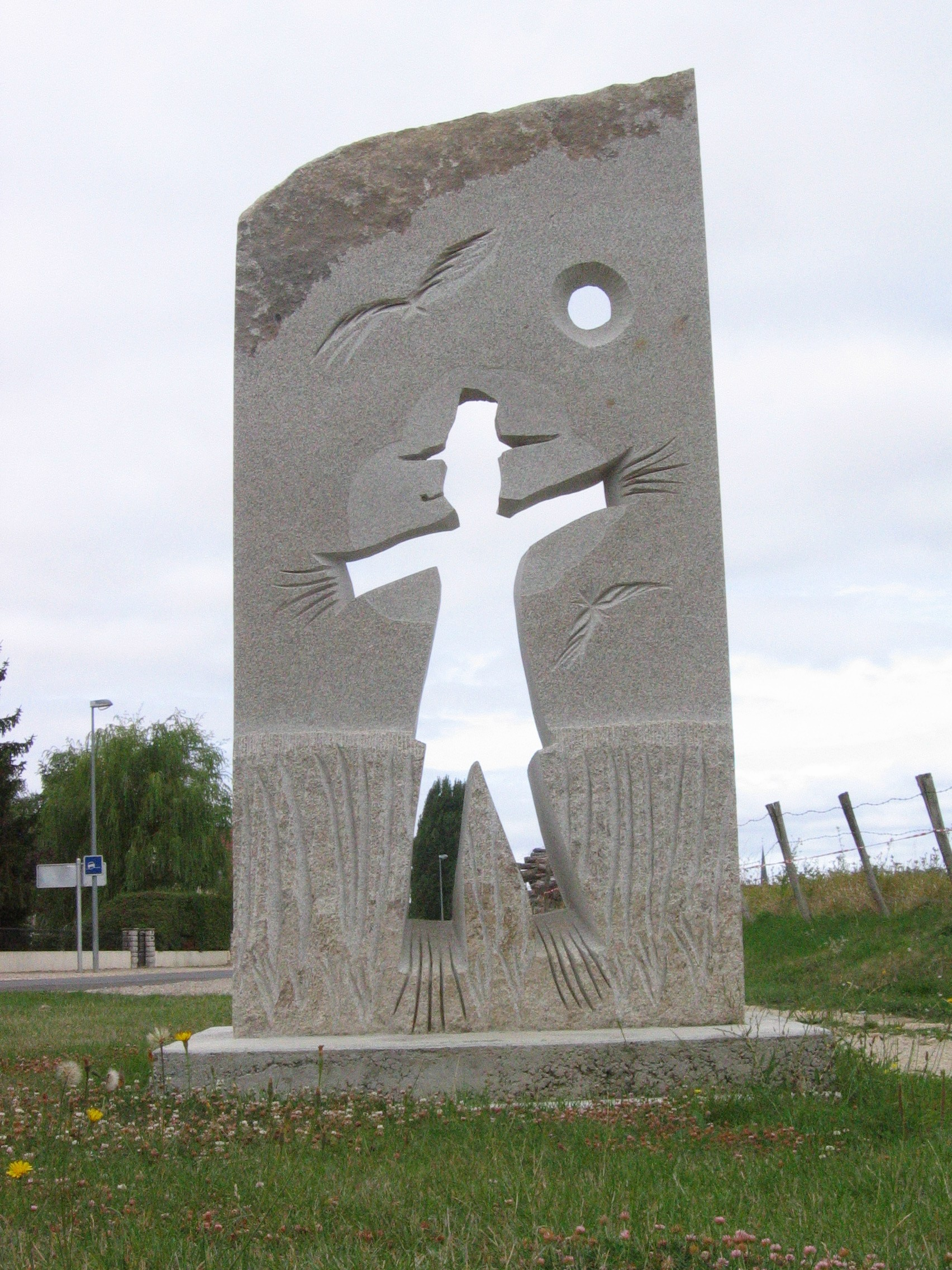
Hulot chasse les oiseaux, route d'Auneau, Pierre Garçon
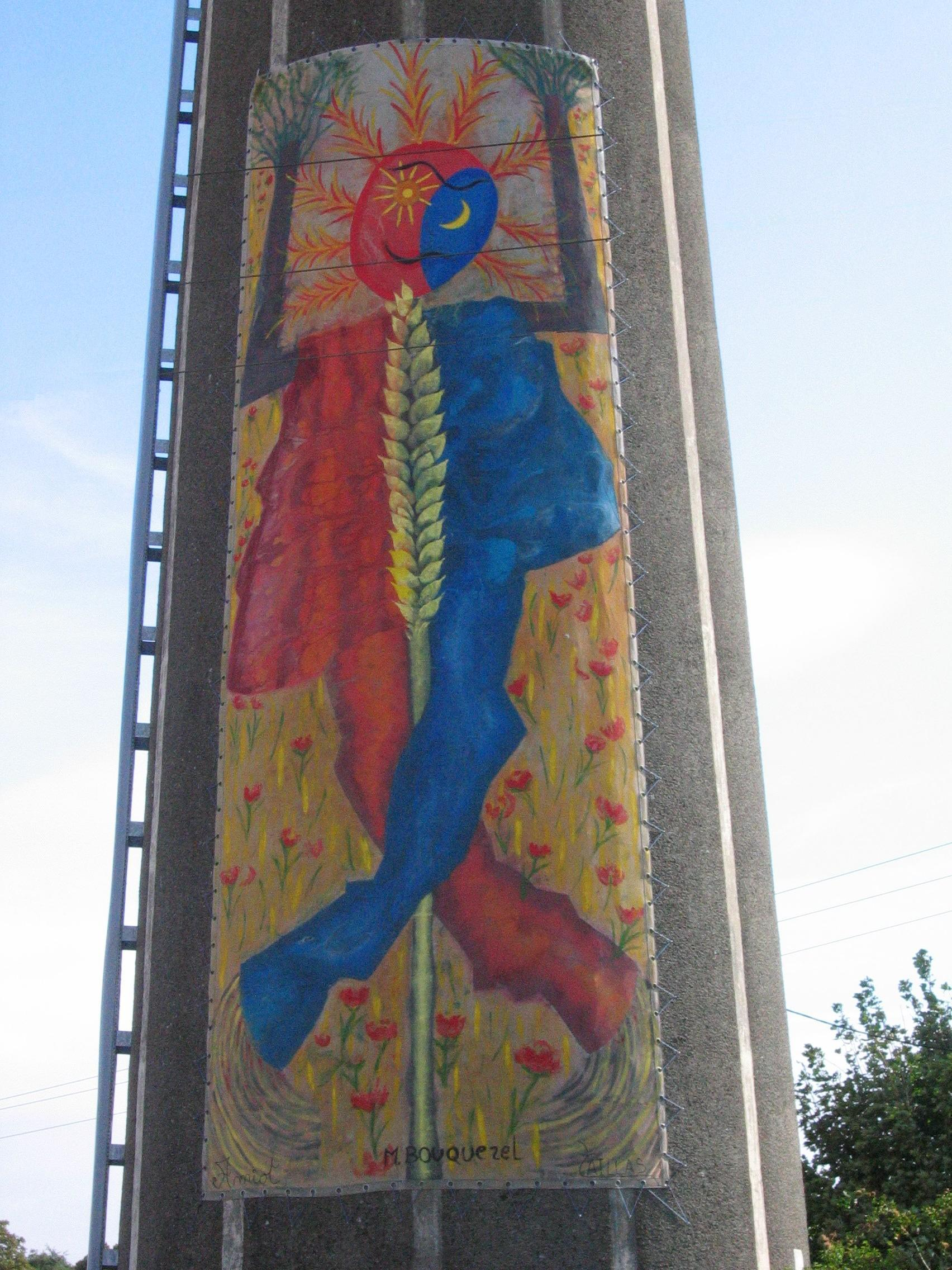
Chateau d'eau, Monique Bouquerel
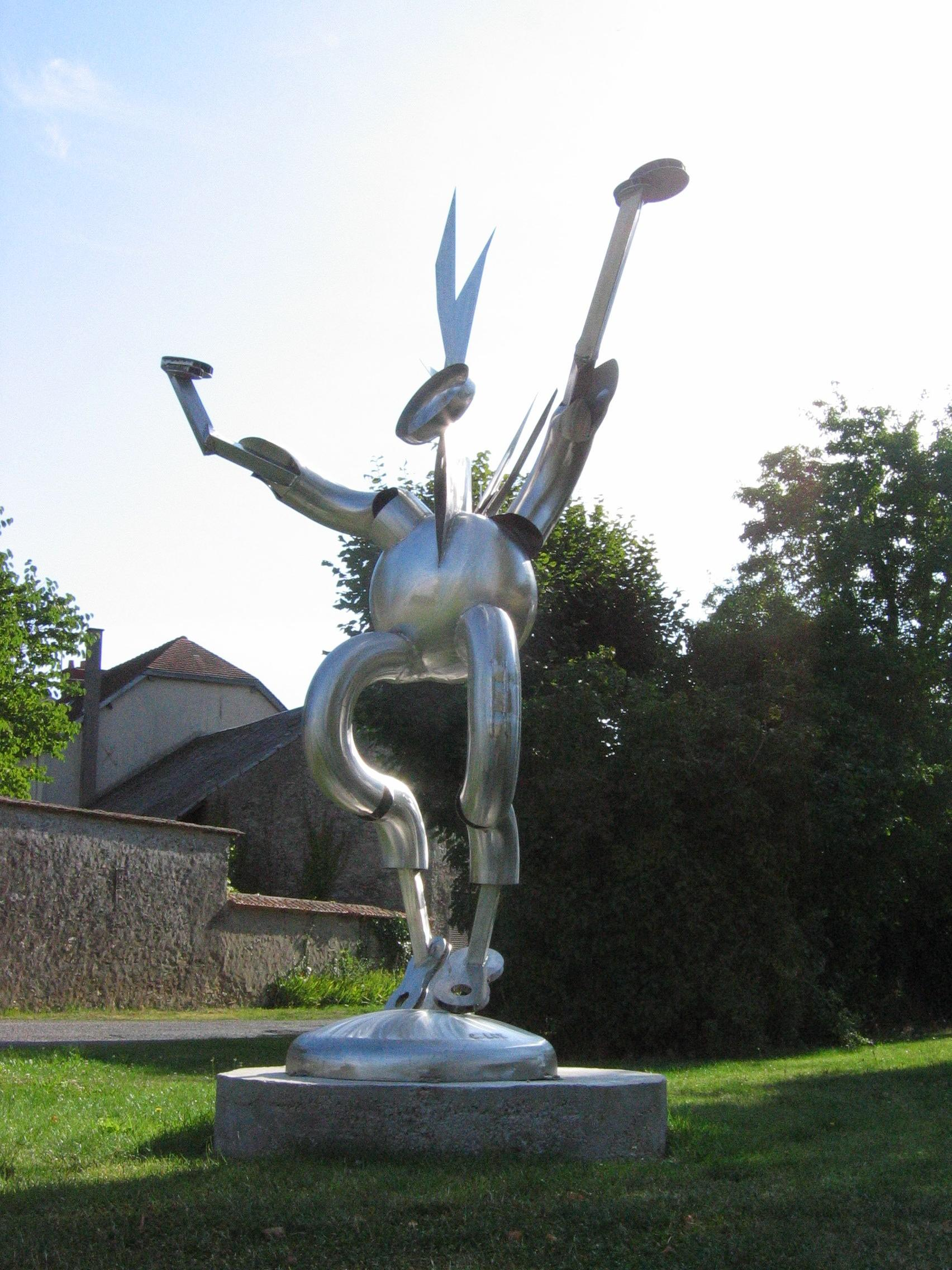
L'Épouvantange, devant la SCAEL, Caroline Lee

- Enfin, sur le terrain du jeu de paume, se trouvent dix épouvantails.

Épouvantails du jeu de paume de Béville
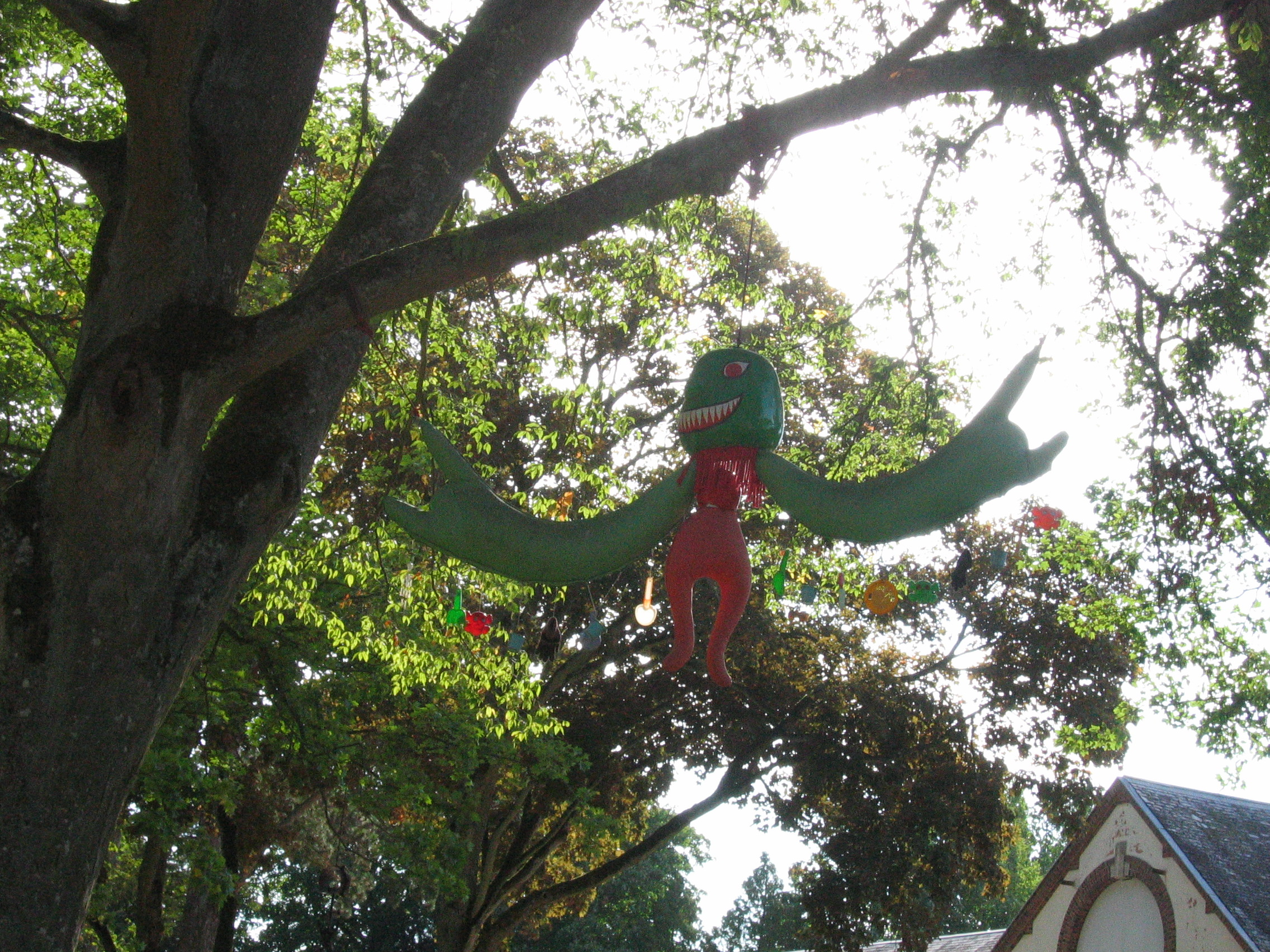
Xue-Feng Chen-Linotte
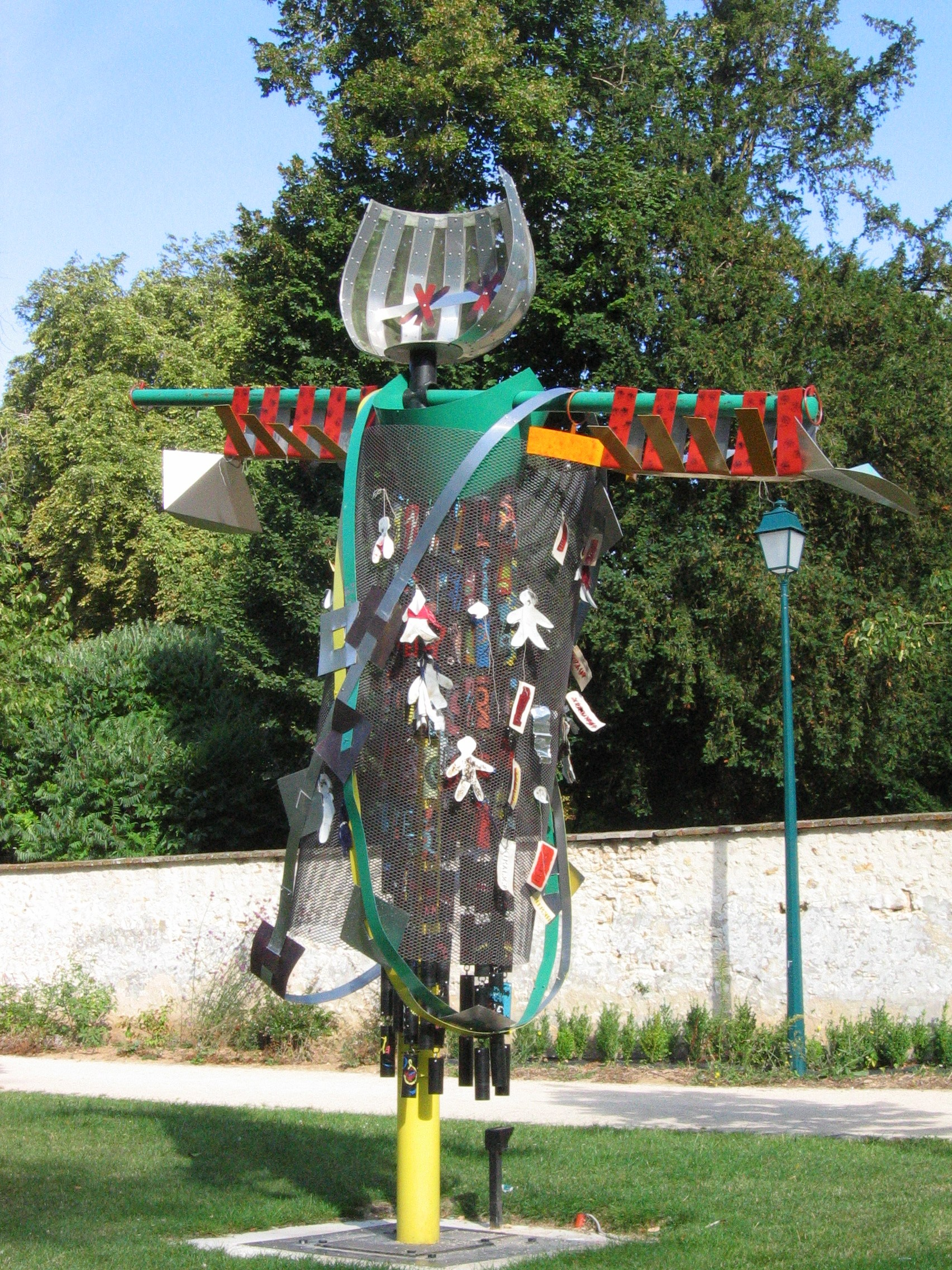
Louis-Marie Catta
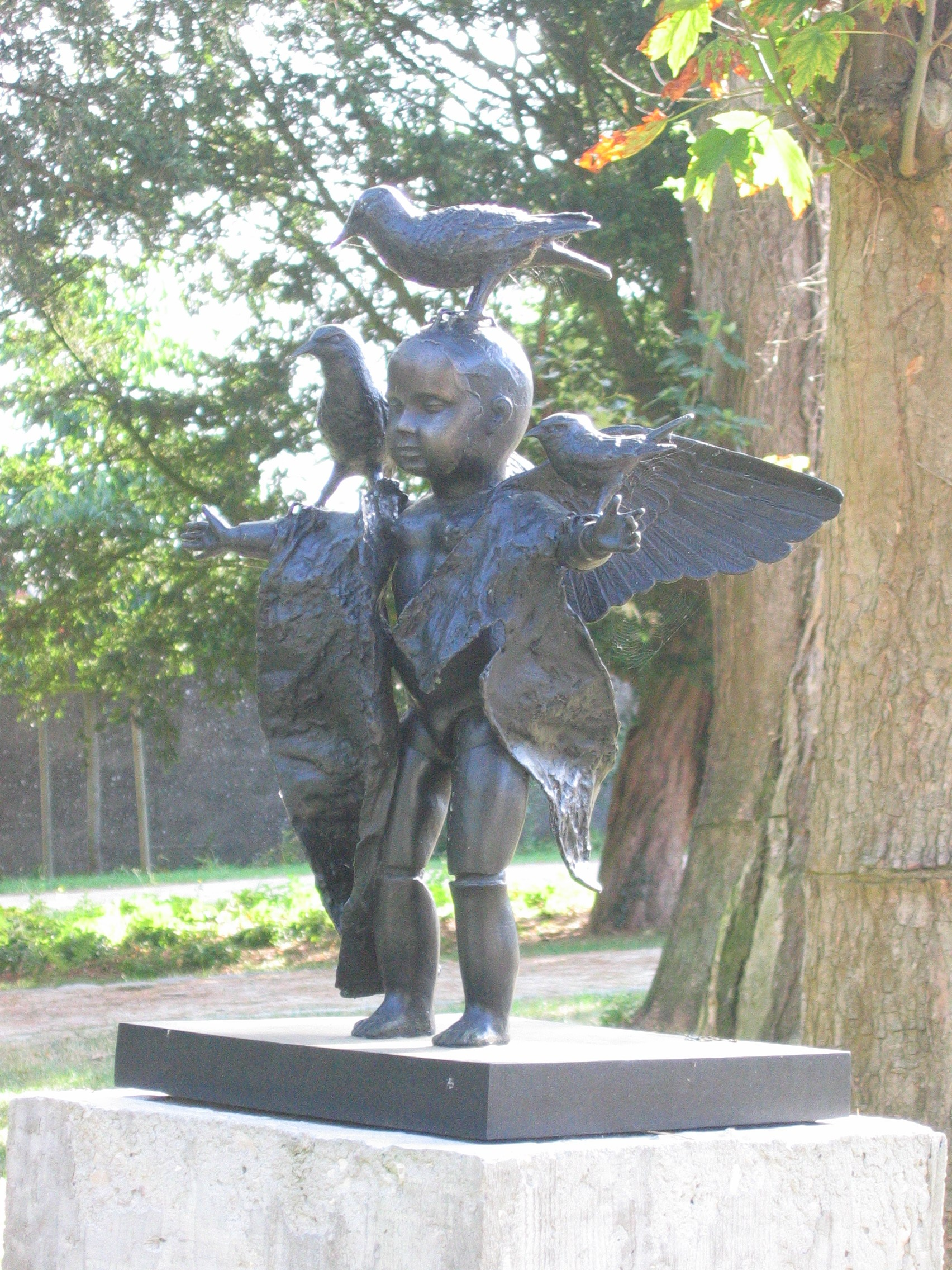
Philippe Guillemet
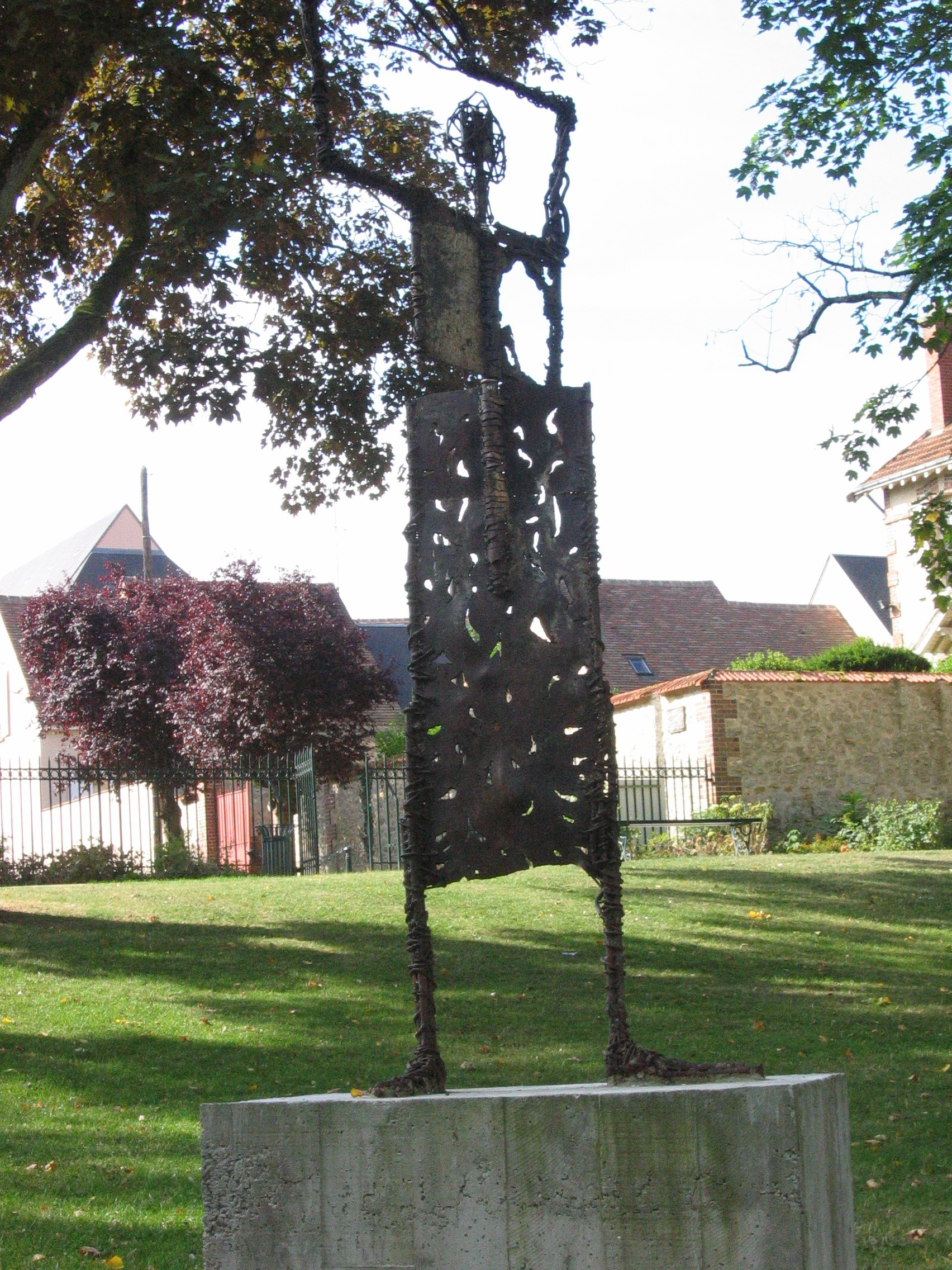
Alice Morlon
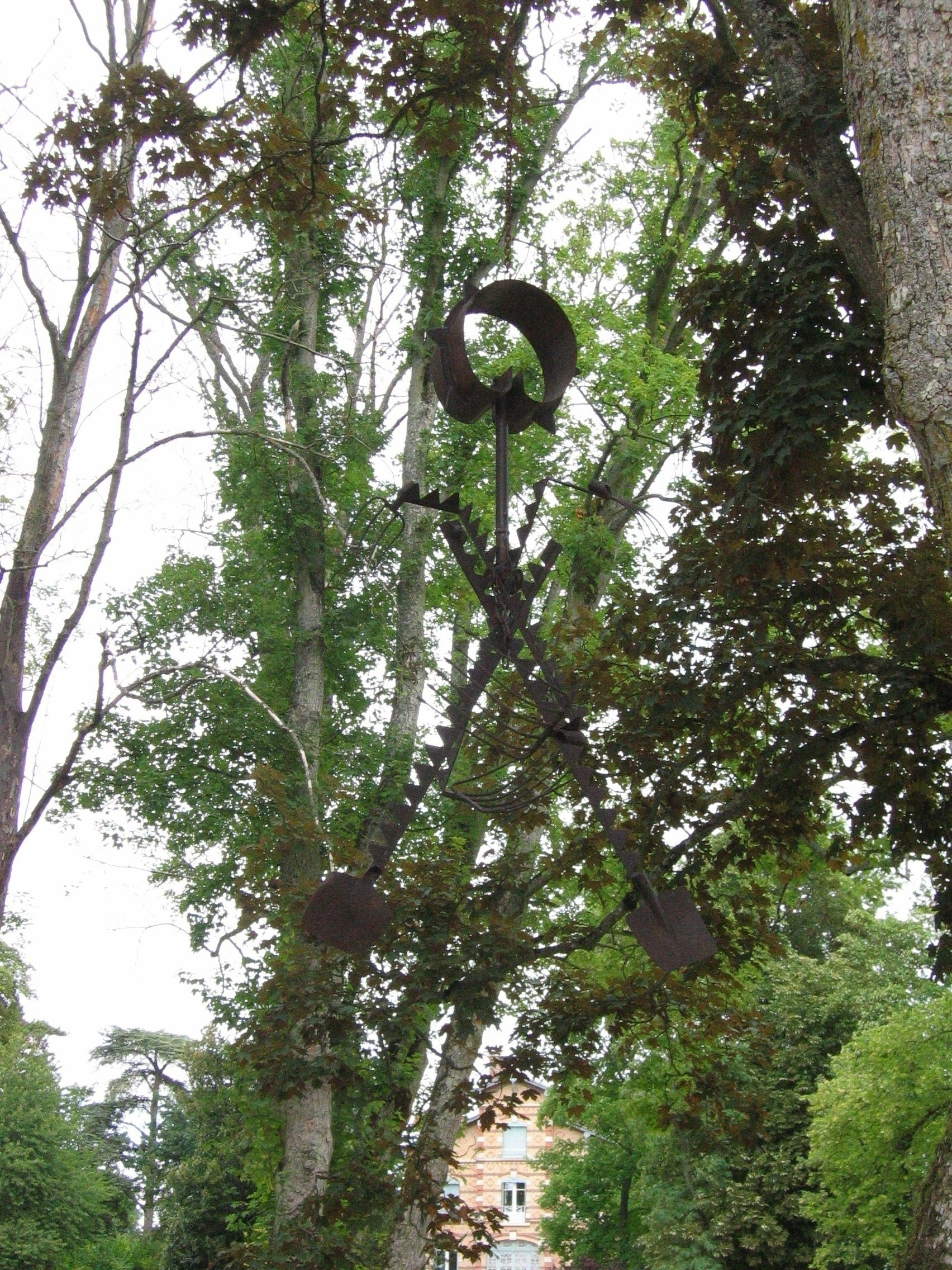
Laurent Grevy
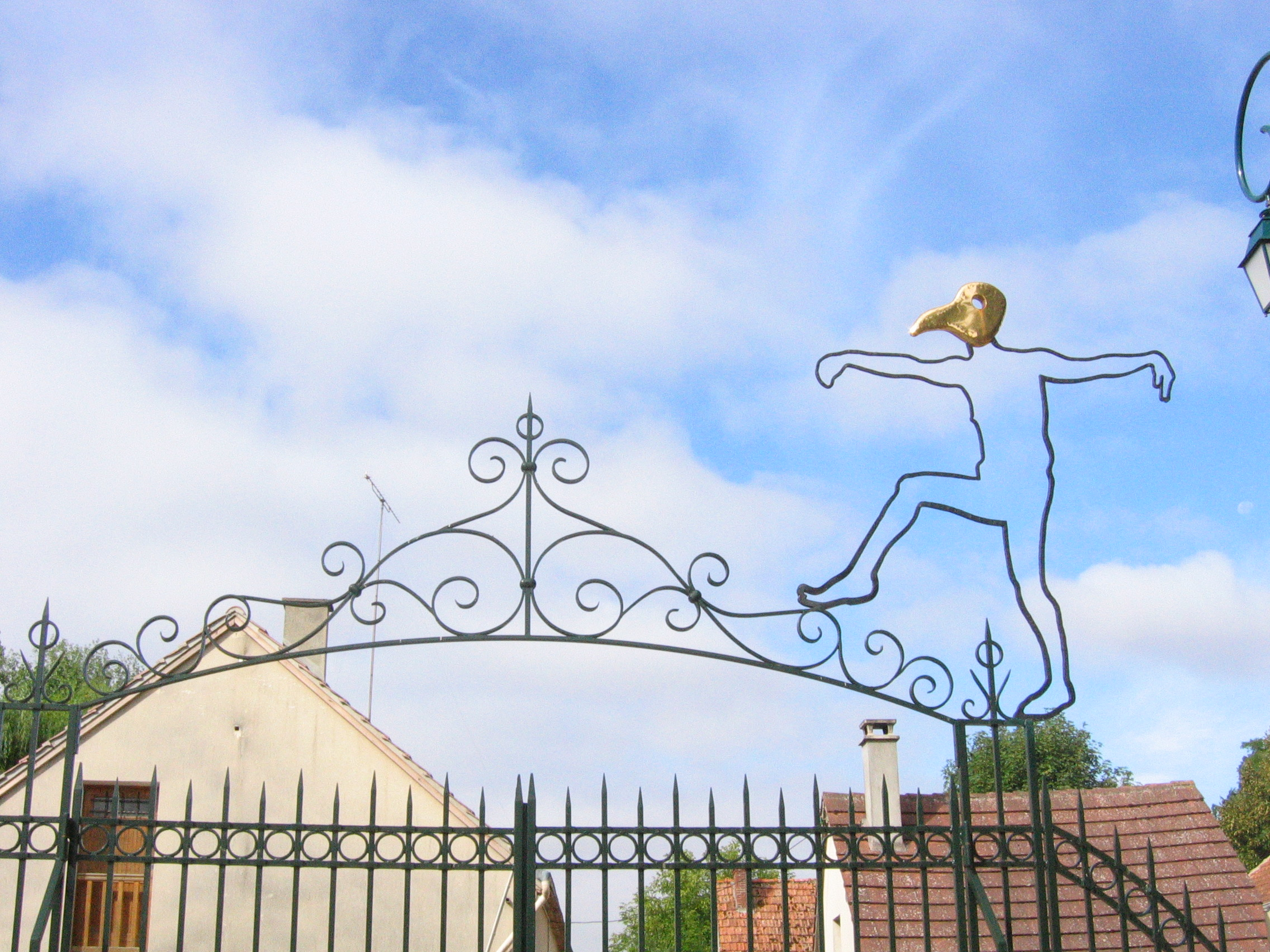
Pierre Gaucher
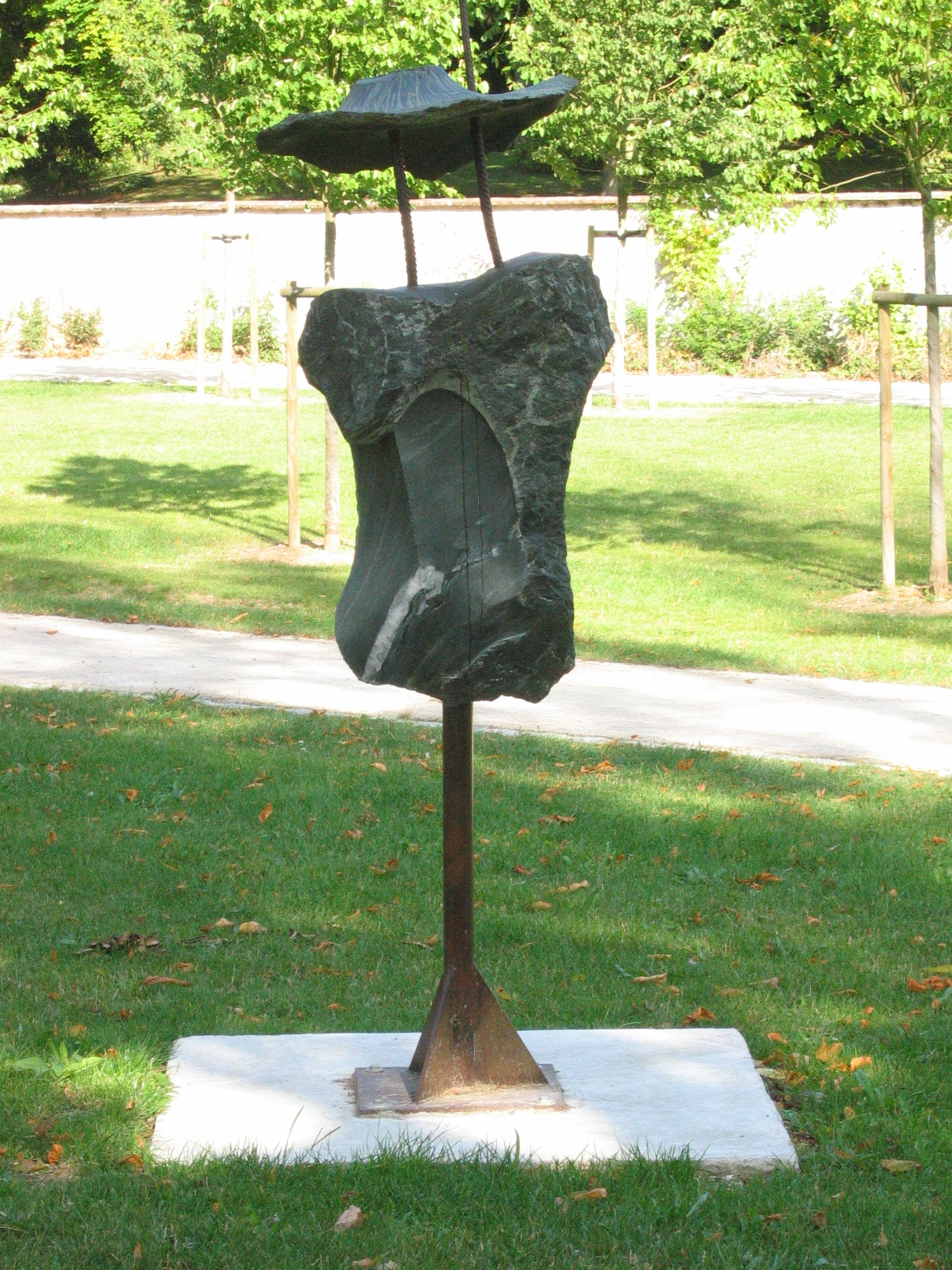
Pierre Garçon
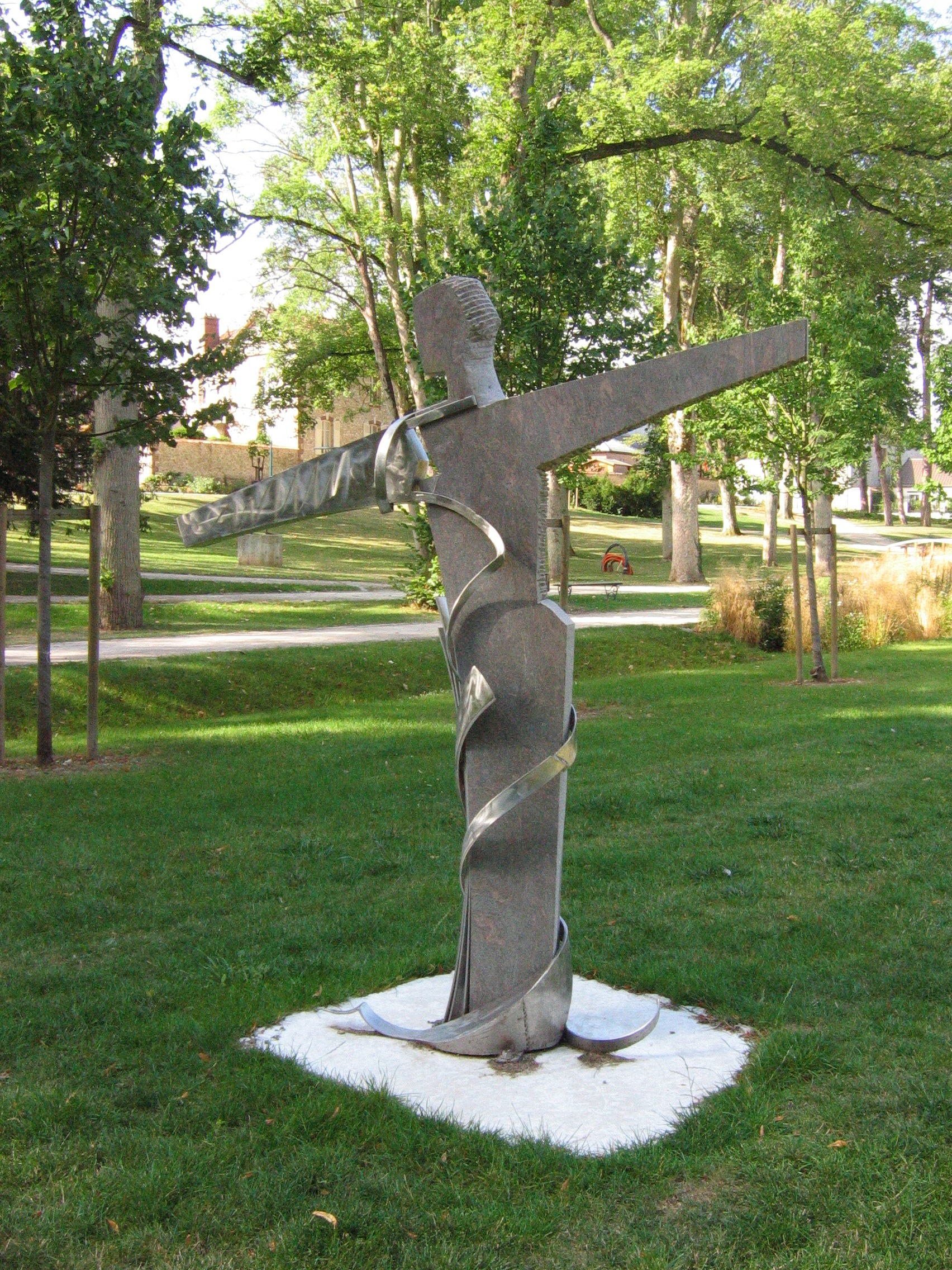
Guillaume Roche
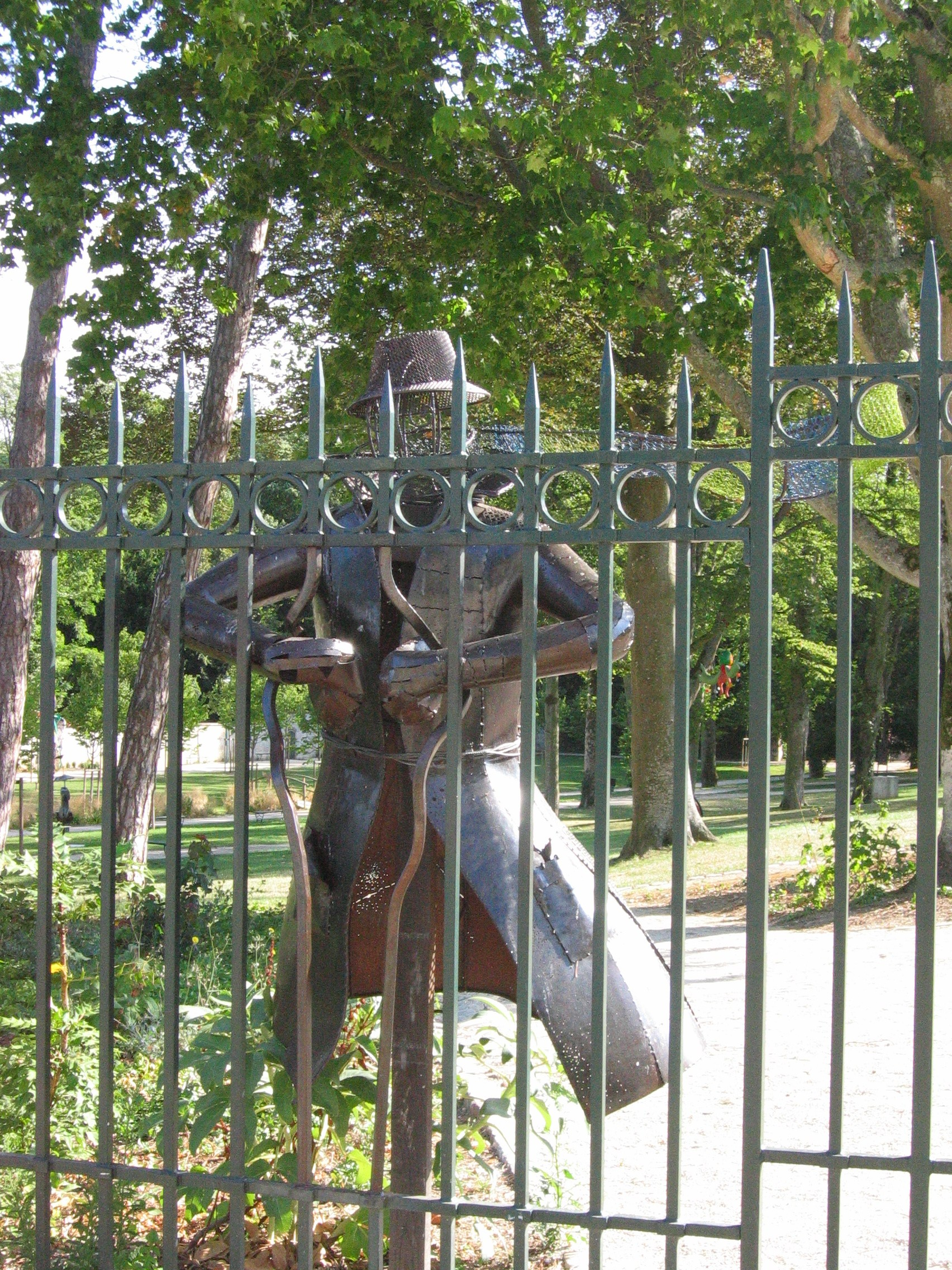
Patrick de Bruyn
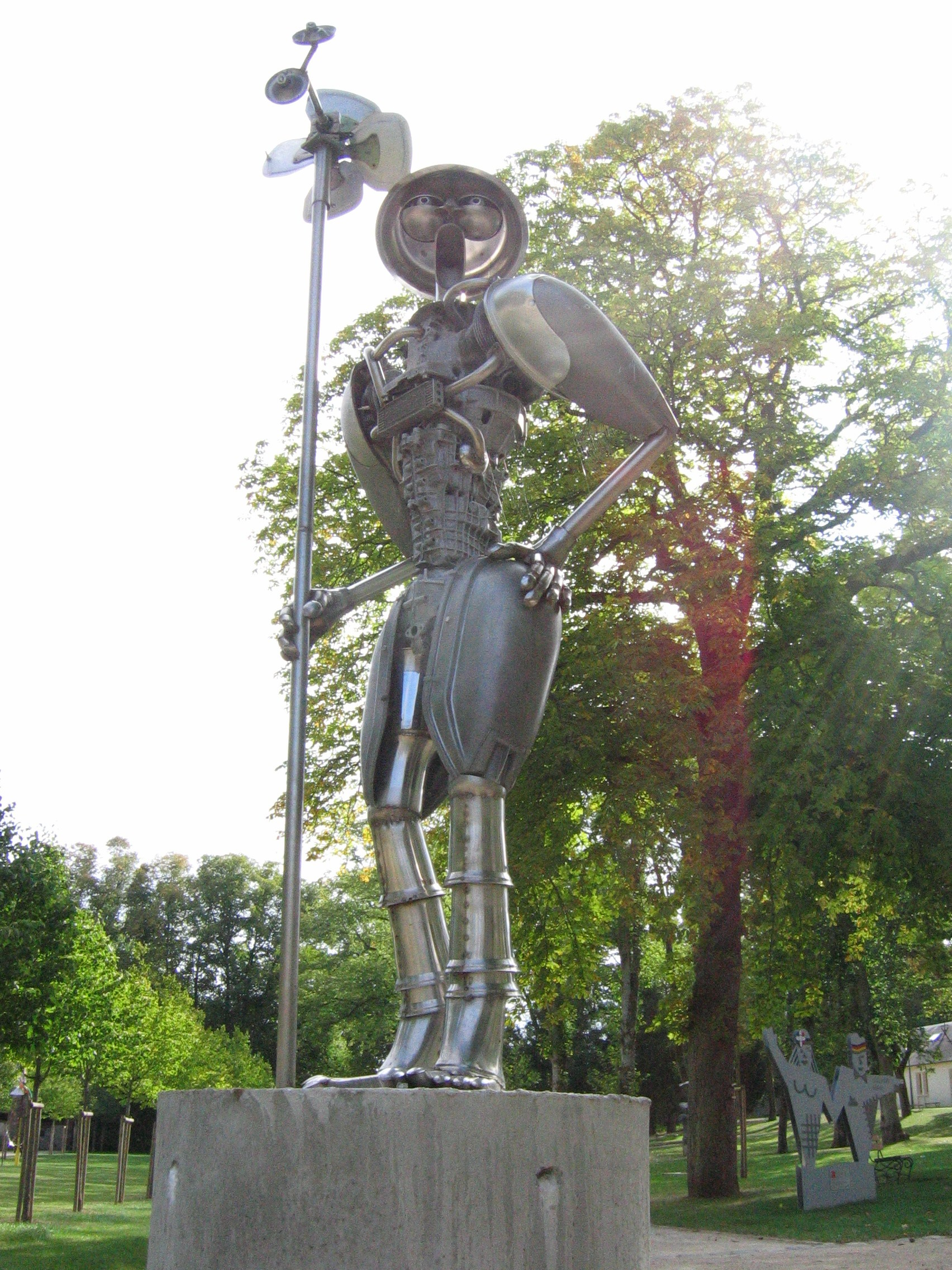
Christian Champin

#### Autres lieux et monuments
- Église paroissiale Saint-Martin, édifiée au XIIe siècle et reconstruite et agrandie au XVe après un incendie[30] ; elle réhaussée d'un clocher en flèche, offert en 1882 par Armand, marquis de Pomereu d'Aligre[réf. nécessaire] ;
- Mairie, style fin XIXe ;
- Monument aux morts de la guerre 1914-1918, réalisé par Félix Charpentier (1858-1924), sculpteur d'origine provençale installé à Chassant (Eure-et-Loir) et offert par le vicomte Gaston de Pomereu d'Aligre, marquis d'Aligre et maire du village ;
- Vieux four à pain récemment rénové.

Lieux et monuments de Béville-le-Comte
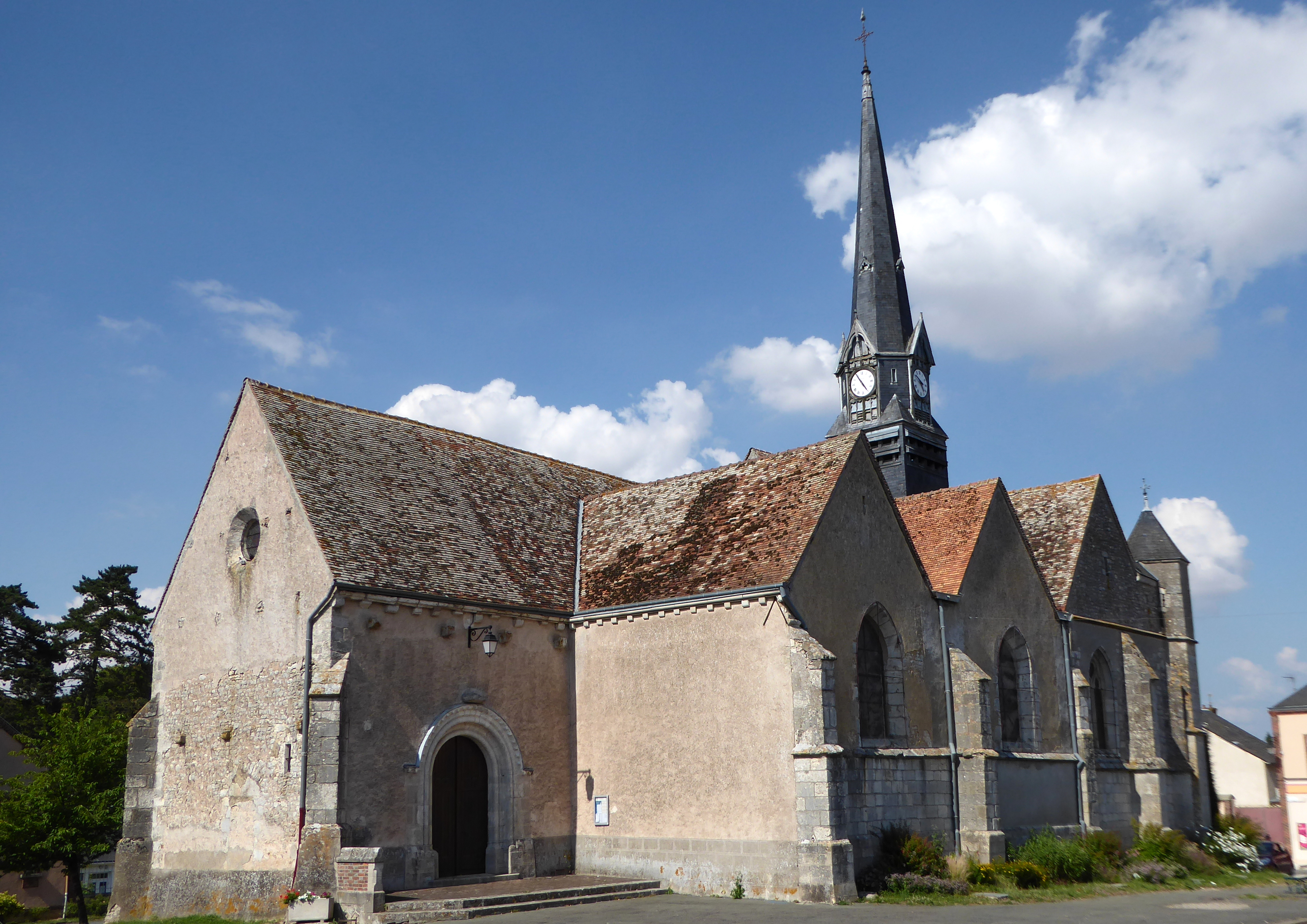
L'église Saint-Martin.
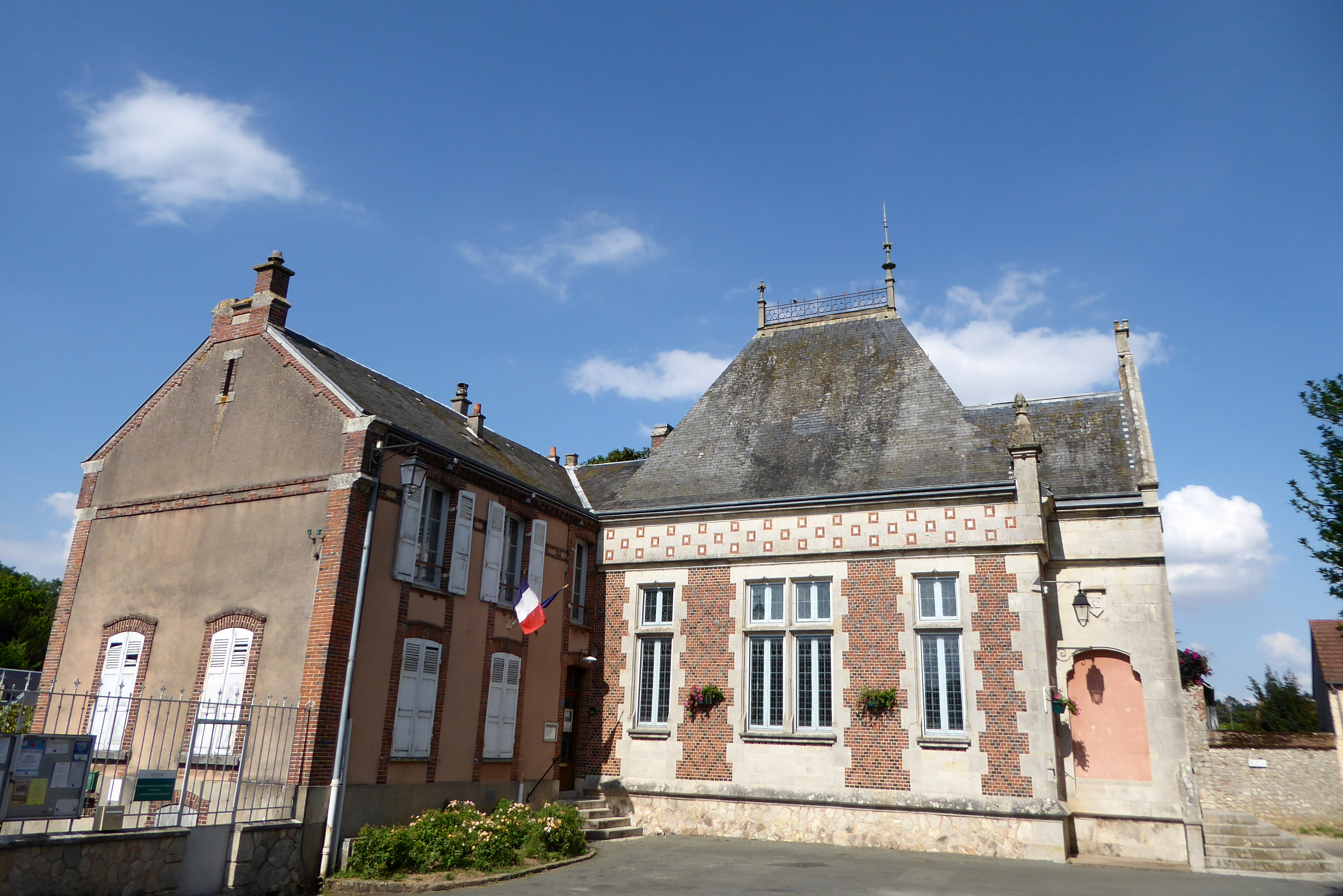
La mairie.
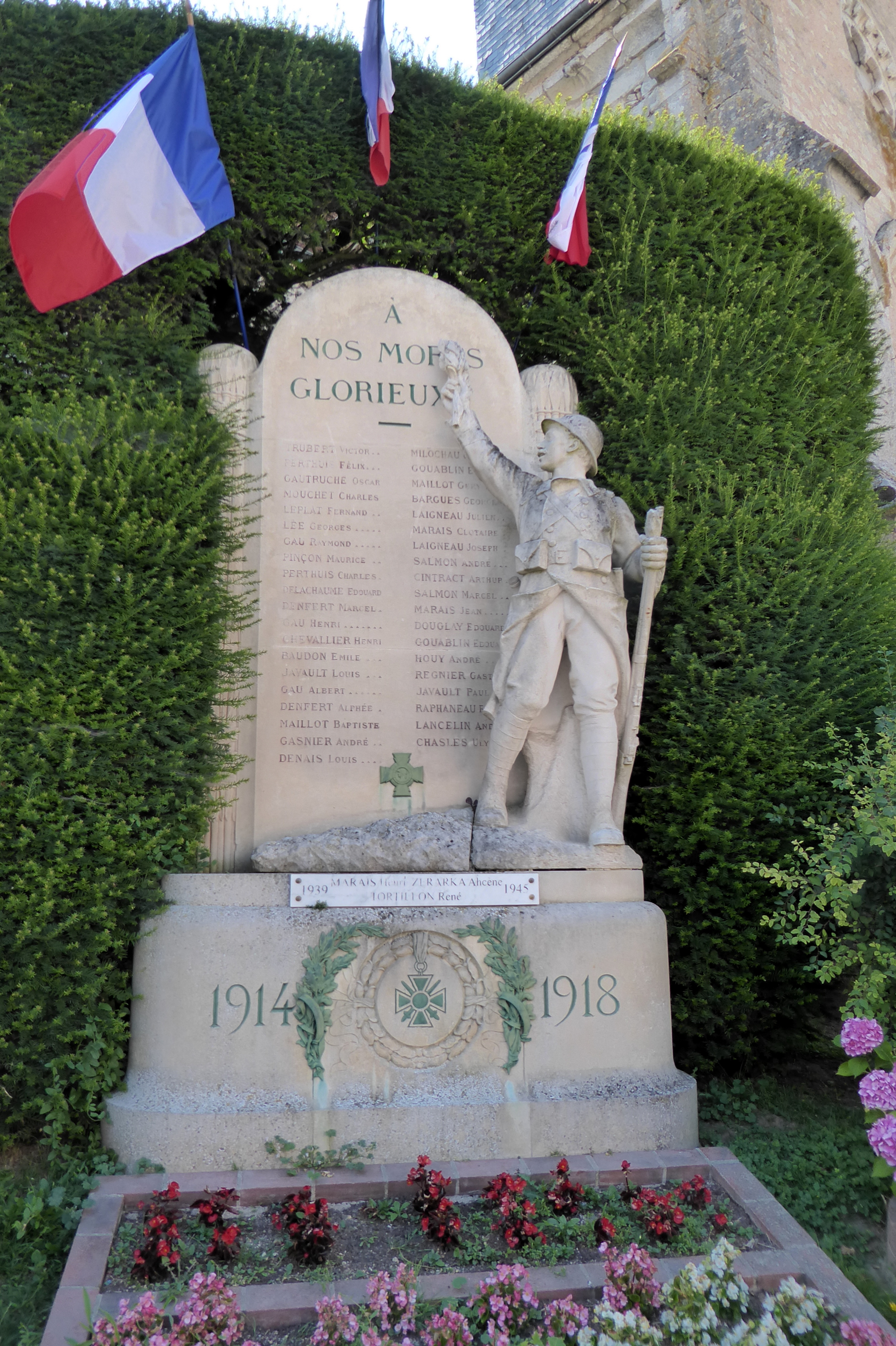
Le monument aux morts de Félix Charpentier.
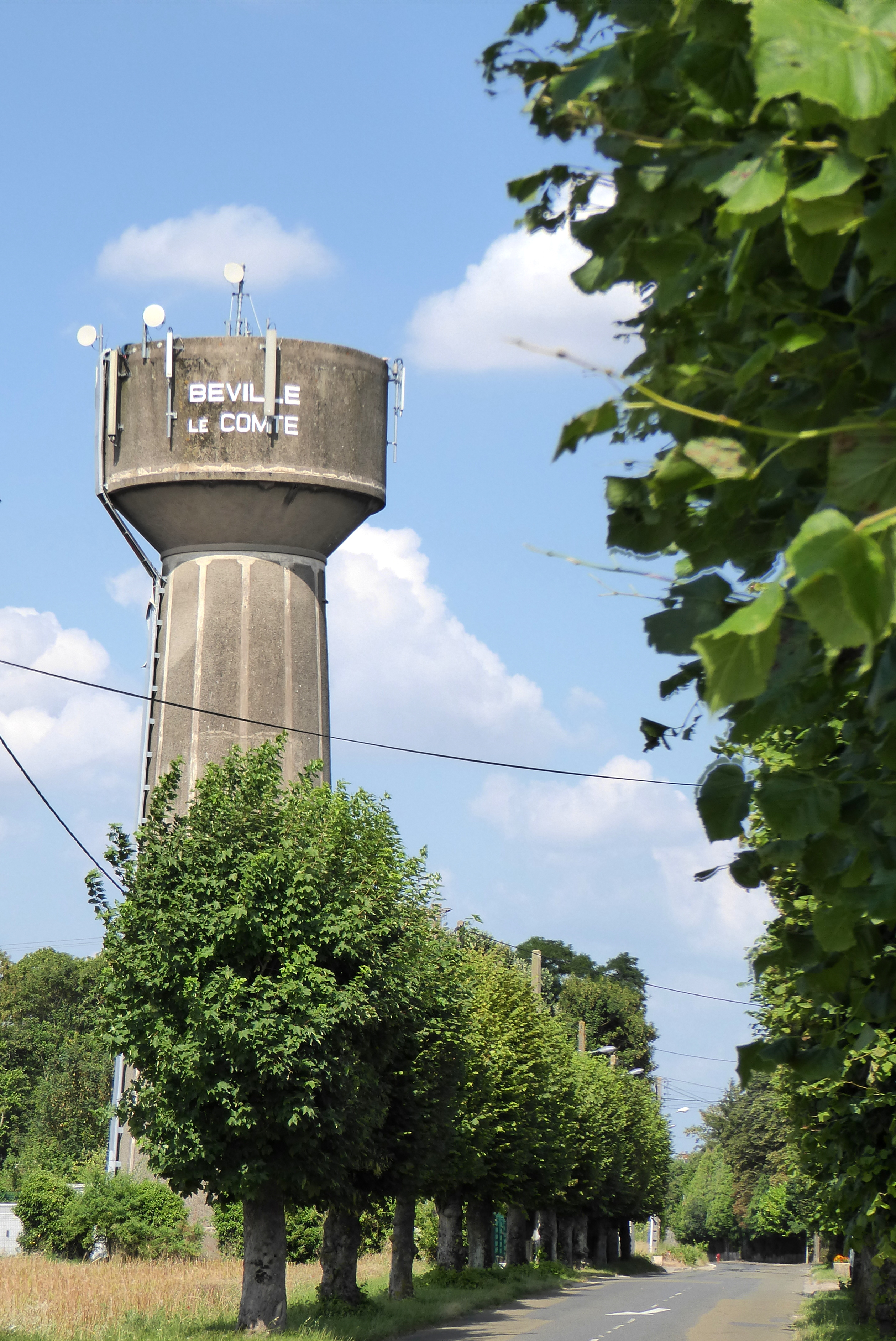
Le château d'eau.

### Personnalités liées à la commune

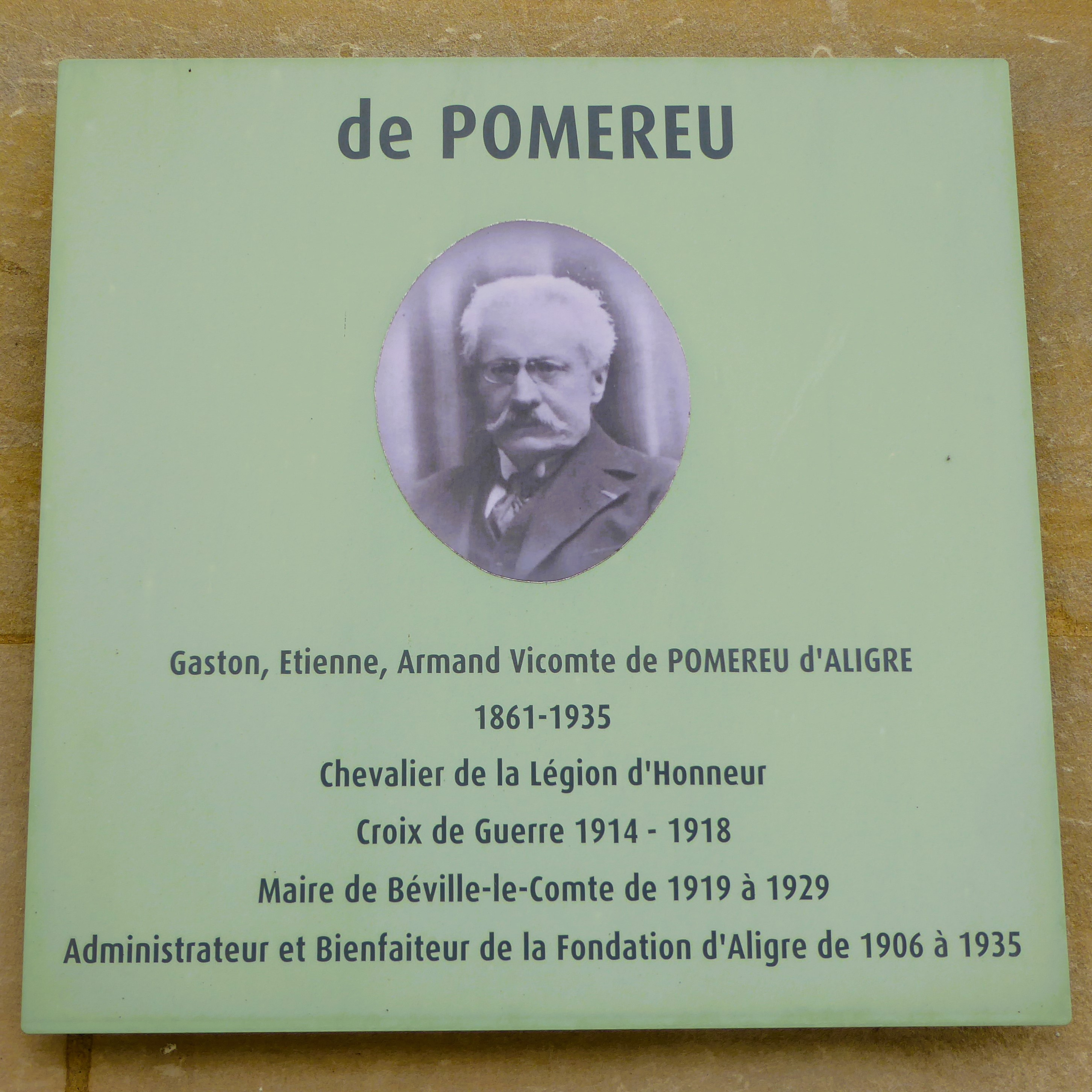
Gaston Étienne Armand vicomte de Pomereu d'Aligre.

- Étienne François d'Aligre, comte de Marans, marquis d'Aligre, magistrat français né en 1727, il achète la seigneurie de Baronville en 1783 et meurt en exil à Brunswick (Basse-Saxe) en 1798 ;
- Étienne Jean François Charles d'Aligre, son fils, marquis d'Aligre (Paris, 1770 - 1847), pair de France, homme politique français, maire de Croissy-sur-Seine, propriétaire du château de Baronville puis président du Collège Électoral d'Eure-et-Loir ;
- Émile Labiche (Béville-le-Comte, 1827 - Paris, 1922), sénateur d'Eure-et-Loir sous la 3e République, descendant de la famille Labiche qui fut notaire de père en fils à Béville-le-Comte de 1604 au 26 avril 1833, pendant sept générations ;
- Émile Millochau (Béville-le-Comte, 1846 - 1929), député d'Eure-et-Loir ;
- Gaston, Étienne, Armand de Pomereu d'Aligre (1861-1935), vicomte de Pomereu d'Aligre, ancien conseiller général de la Nièvre, maire de Béville-le-Comte de 1919 à 1929, président des Anciens Combattants de la guerre 1914-1918, propriétaire du château de Baronville, administrateur et bienfaiteur de la Fondation d'Aligre de Lèves de 1906 à 1935 ;
- Claude de Rougé (1889-1962), comte de Rougé, maire-adjoint de Béville-le-Comte, propriétaire du château, ancien combattant des deux guerres mondiales et résistant, honoré par une rue du Comte Claude de Rougé, à Béville.
- Claude Chevallier (Oinville-sous-Auneau, 1935 - Béville-Le-Comte, 2008) maçon résidant à Béville-Le-Comte, avec sa femme Sylvette. Il a notamment restauré le Four à Pain médiéval de Béville-Le-Comte en 1990 et s'est également investi dans le club de football de la ville. En effet, il en devient le président en 1971. C'est donc en son honneur que, depuis 2013, le stade municipal s'appelle Stade Claude Chevallier.